# 싱포골드
《싱포골드》는 SBS TV에서 2022년 9월 25일부터 2022년 12월 25일까지 방송되는 텔레비전 프로그램이다.

## 기획 의도
- 세계적인 프로듀서 JYP 박진영과 각 분야 최고의 전문가들이 조력자가 되어 흥 많고 개성 넘치는 ‘퍼포먼스 합창단’을 발굴한다. 국내 최초 퍼포먼스 K-합창 배틀

## 진행자
- 박진영
- 한가인
- 이무진
- 리아킴
- 김형석

## 주요 참가팀
| 순위         | 팀                 |
| ------------ | ------------------ |
| 1위          | 헤리티지매스콰이어 |
| 2위          | 하모나이즈         |
| 3위          | 이퀄               |
| Top10        | 난달               |
| Top10        | 디어뮤즈           |
| Top10        | 떼루아유스콰이어   |
| Top10        | 리하모니           |
| Top10        | 바르카롤레         |
| Top10        | 조아콰이어         |
| Top10        | 콜링콰이어         |
| Top12        | 러브엔젤스         |
| Top12        | 목청맨션           |
| Top22 (13위) | 경남리틀싱어즈     |
| Top22 (13위) | 고려대합창단       |
| Top22 (13위) | 라온제나           |
| Top22 (16위) | 꽥꽥이합창단       |
| Top22 (16위) | 은여울여성합창단   |
| Top22 (16위) | 튀김소보체         |
| Top22 (16위) | 쇼텐바이           |
| Top22 (16위) | 클라시쿠스         |
| Top22 (16위) | 투비컨티뉴         |
| Top22 (16위) | J콰이어            |

## 시청률

### 2022년
| 회차 | 방송일    | AGB 시청률      |
| 회차 | 방송일    | 대한민국 (전국) |
| ---- | --------- | --------------- |
| 1    | 9월 25일  | 2.9%            |
| 2    | 10월 2일  | 3.1%            |
| 3    | 10월 9일  | 2.8%            |
| 4    | 10월 16일 | 2.6%            |
| 5    | 10월 23일 | 2.2%            |
| 6    | 11월 6일  | 2.7%            |
| 7    | 11월 13일 | 2.8%            |
| 8    | 11월 20일 | 2.3%            |
| 9    | 12월 4일  | 2.5%            |
| 10   | 12월 11일 | 2.7%            |
| 11   | 12월 18일 | 3.9%            |
| 12   | 12월 25일 | 4.8%            |

## 결방 사유 및 편성 변경
2022년
- 10월 30일 : 이태원 압사 사고 관련 뉴스특보 편성 및 이태원 압사 사고 여파로 인한 결방.
- 11월 27일 : 2022 카타르 월드컵 조별리그 E조 2차전 일본 VS 코스타리카 중계방송으로 인한 결방.